# Estació del Carrilet (Anglès)
L'estació d'Anglès és l'antiga parada del desaparegut carrilet de Girona a Olot, línia de via estreta que unia Olot amb Girona. Després de l'electricitat, el tren d'Olot va ser la innovació tecnològica més important que varen veure les comarques del Gironès, la Selva i la Garrotxa a principis del segle xx. La posada en marxa d'aquell negoci ferroviari suposava la modernització del transport, que oferia molta més rapidesa i capacitat de càrrega que no pas el tradicional sistema de les tartanes i els carros. La inauguració del recorregut total que feia el nou transport ferroviari entre Girona i Olot va tenir lloc el 14 de desembre de 1911, encara que el tram d'Amer a Salt el 1895 ja funcionava.
Pel que fa a la seva ubicació, malgrat les queixes de la població, es va situar davant les indústries Burés per conveniències particulars.
L'estació, des de 1969, quan la línia deixà de funcionar, restà en estat d'abandonament i desús fins a l'arranjament pràcticament actual dels voltants com zona de passeig i de la recuperació de l'edifici.
Actualment, l'antiga estació del carrilet fa dues funcions, de seu de la Policia local i de magatzem municipal. L'entorn s'ha enjardinat i, com molts dels trams del carrilet, està habilitat com a carril bici (la Via verda del Carrilet I).

## Història
És un edifici aïllat amb dues parts superposades, una de dues plantes i coberta de dues aigües a laterals i l'altra de planta baixa i coberta de doble vessant cap a façana. Adossat a aquesta construcció hi ha un petit edifici de planta baixa i coberta de doble vessant que fa la funció de lavabos públics.
Totes les obertures són rectangulars i pintades de color verd. La façana està pintada de color entre ocre i groc. Els dos cossos de l'estació estan separats per bandes verticals que recorren les quatre façanes. Així mateix, el primer del segon pis està separat per una mena de cornisa correguda que volta l'edifici a l'alçada de les llindes de les portes i finestres de la planta baixa.
La planta baixa té un sòcol pintat i tres obertures a la façana principal, quatre obertures a la façana posterior i una a cada lateral, en total, nou. Els emmarcaments motllurats de les obertures remarquen les finestres i portes elevant-se als contorns. Tota la planta baixa té una decoració parietal de cinc línies horitzontals inscrites entre el sòcol i les llindes motllurades de les finestres.
La part que té primer pis està conformada per quatre finestres, dues per façana. Aquestes tenen un ampit emergent i motllurat fet d'obra, llindes remarcades amb forma triangular i impostes senzilles de forma rectangular. A la part superior de cadascuna de les façanes, prop de l'angle de la teulada, hi ha un òcul de petites dimensions. Tot el primer pis està cobert de decoració rectangular simulant grans blocs.
La teulada, prou pronunciada, emergeix uns decímetres i està suportada per caps de biga, així com la part que només té planta baixa.